# Propositura di San Lorenzo (Campiglia Marittima)
La propositura di San Lorenzo è un edificio sacro che si trova in via Roma a Campiglia Marittima.

## Storia e descrizione
Già attestata in epoca medievale, la propositura di San Lorenzo ha la pianta a croce latina e navata unica con due cappelle laterali; la copertura è a volta unghiata suddivisa in quattro campate. 
Da segnalare la Madonna col Bambino, attribuito al Maestro di San Torpè, (inizi XIV secolo), il gruppo ligneo dell'Annunciazione (XVII secolo), l'Adorazione dei pastori (XVII secolo) e i Santi Lorenzo e Antonio che adorano la Vergine (1636), riferibile a Jacopo Vignali. Il fonte battesimale di forma esagonale in marmo, datato 1560, è decorato da formelle quadrangolari.
Dal transetto sinistro, sul cui altare è una scultura lignea policroma della prima metà del Seicento, raffigurante l'Addolorata in atto di mostrare il cuore trafitto dalle spade, si accede all'oratorio della Misericordia.
Nel 1987 è stata collocata nella nicchia sulla facciata, una statua in terracotta della Vergine Maria, opera dello scultore Alberto Ceppi.

## Altre immagini

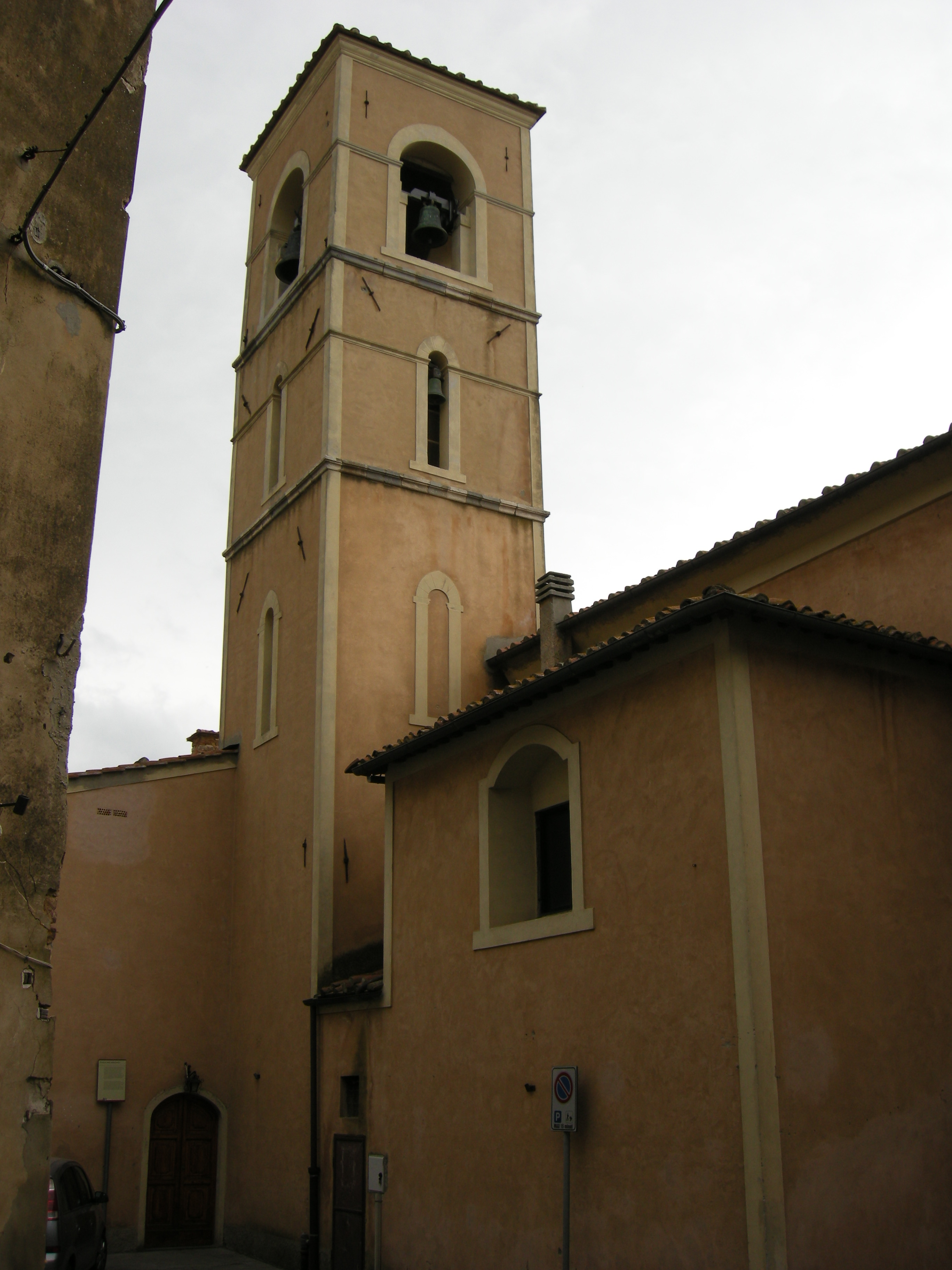
Campanile
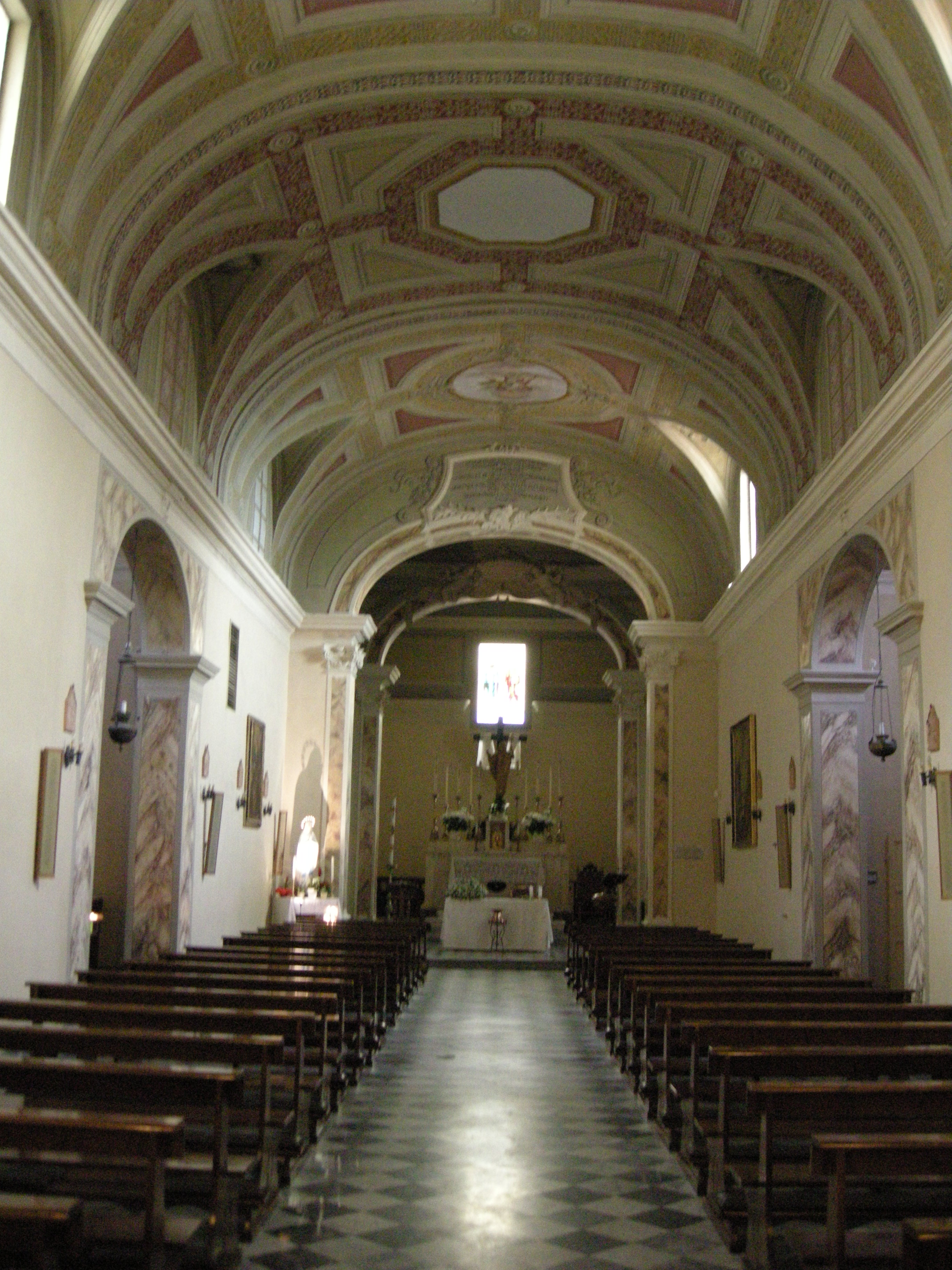
Interno
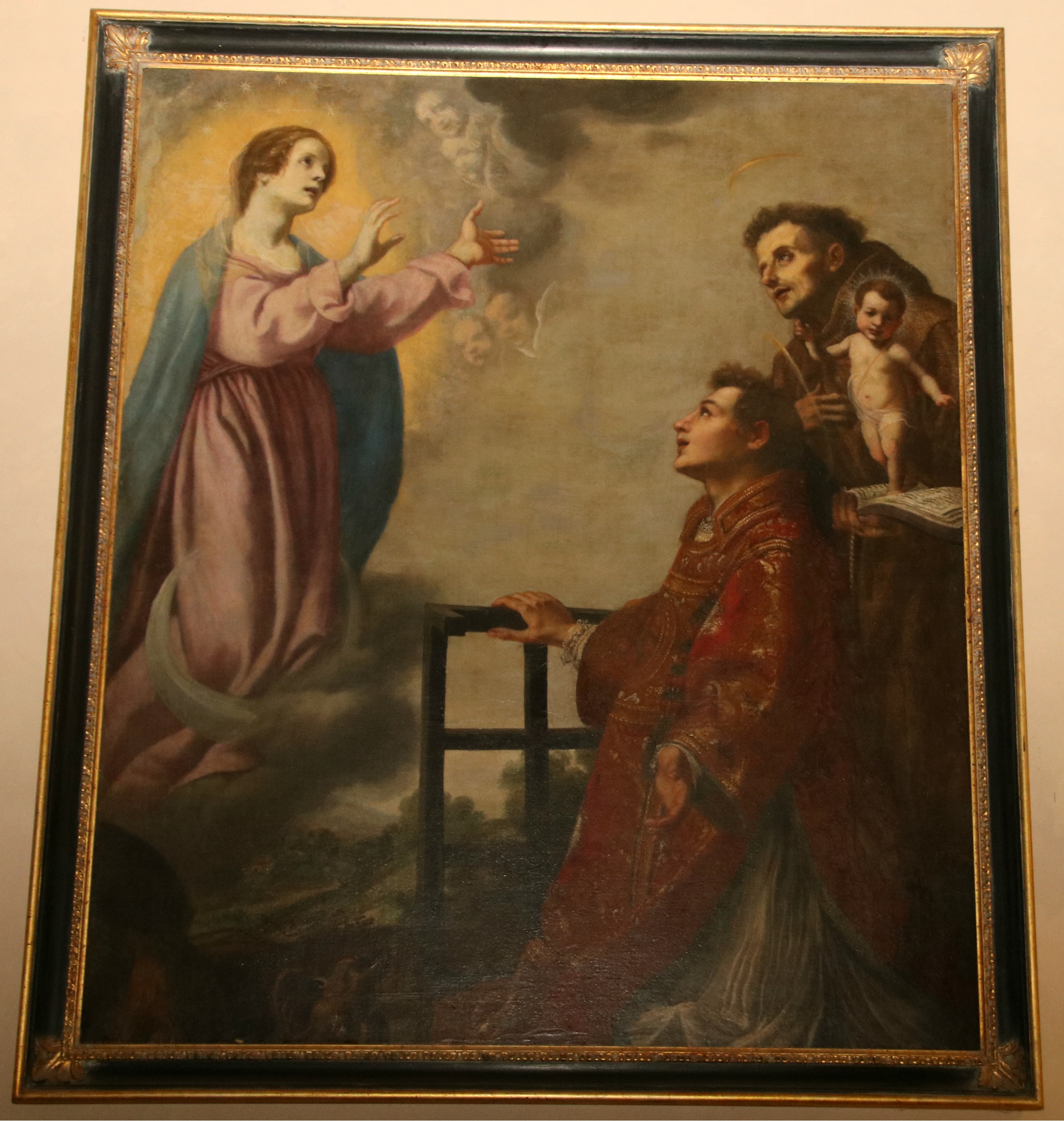
L'Immacolata con i santi Lorenzo e Antonio da Padova di Jacopo Vignali, 1636